# Topsy-Turvy
 Topsy-Turvy és una pel·lícula britànica dirigida per Mike Leigh, estrenada el 1999.

## Argument
Londres, 1884 - El duo d'èxit de l'òpera còmica, Sullivan & Gilbert -  respectivament compositor & llibretista  - defalleix, amb gran perjudici de l'equip que l'envolta i treballa gràcies a ell: el fràgil Sullivan, a més a més dels problemes de salut per un ritme de treball desenfrenat, sent la necessitat imperiosa de marcar una pausa a la seva producció, abans de dedicar-se a un repertori més seriós, que trenqui l'associació amb el seu soci, del qual no suporta l'absència de renovació. La salvació del seu contracte vindrà potser d'una inspiració japonesa...

## Repartiment
- Allan Corduner: Sir Arthur Sullivan
- Jim Broadbent: W. S. Gilbert
- Sukie Smith: Clothilde
- Wendy Nottingham: Helen Lenoir
- Roger Heathcott: Banton
- Stefan Bednarczyk: Frank Cellier
- Geoffrey Hutchings: Armourer
- Timothy Spall: Richard Temple (The Mikado)
- Dexter Fletcher: Louis
- Francis Lee: Butt
- William Neenan: Cook
- Adam Searle: Shrimp
- Martin Savage: George Grossmith (Ko-Ko)

## Premis i nominacions

### Premis
- 1999. Copa Volpi per la millor interpretació masculina a la Mostra de Venècia per Jim Broadbent
- 2000. Oscar al millor maquillatge per Christine Blundell i Trefor Proud
- 2000. Oscar al millor vestuari per Lindy Hemming
- 2000. BAFTA al millor maquillatge i perruqueria per Christine Blundell

## Nominacions
- 1999. Lleó d'Or
- 2000. Oscar al millor guió original per Mike Leigh
- 2000. Oscar a la millor direcció artística per Eve Stewart i John Bush
- 2000. BAFTA a la millor pel·lícula britànica
- 2000. BAFTA al millor actor per Jim Broadbent
- 2000. BAFTA al millor actor secundari per Timothy Spall
- 2000. BAFTA al millor guió original per Mike Leigh